# Eugraphe nubila
Eugraphe nubila är en fjärilsart som beskrevs av Eugen Johann Christoph Esper 1786. Eugraphe nubila ingår i släktet Eugraphe och familjen nattflyn. Inga underarter finns listade i Catalogue of Life.